# Koloi Lebona
Hendrik „Koloi Sabata“ Lebona (* 2. August 1942; † 2. Oktober 2013 in Pretoria) war ein südafrikanischer Musikproduzent, Songwriter und Jazzmusiker (Gitarre).

## Leben und Wirken
Lebona, der in Winburg aufwuchs, besuchte die Athlone School für Blinde in Kapstadt. Mit Jimmy Mojopelo und Babsy Mlangeni gründete er das kurzlebige Black Label. Mit Babsy Mlangeni, John Mothopeng, Jimmy Mojapelo und Sy Falatsi bildete Lebona The All Rounders Band. Lebona und der von ihm produzierte Mlangeni, der den Hit Sala Emma hatte, waren später Mitglieder des Labels Black Artists Management. Er förderte 1979 die Karriere der Popsängerin Brenda Fassie und von Ezra Ngcukana, dessen Debütalbum er 1989 produzierte. 1984 gründete er sein Label Khaya Records, wo Saitana (Love Fever), „Special Cane Mahlelebe“ sowie Bands wie AFUBI (Get Up and Party) und Bayete (Shosholoza) veröffentlichten. Gemeinsam mit Sipho Mabuse unterstützte er 1985 Paul Simon bei seinem Graceland-Projekt. Weiterhin produzierte er u. a. Musik von Philip Tabane/Malombo, Barney Rachabane, McCoy Mrubata, den African Jazz Pioneers, Jonathan Butler und Jonas Gwangwa (Flowers of the Nation); ferner wirkte er in dem Dokumentarfilm Under African Skies (2012) mit. Für sein Lebenswerk wurde er mit dem den Lifetime Achievement Award der South African Music Awards ausgezeichnet. Weiterhin war er Gründungsmitglied der South African Blind Musicians Association.